# Distància de lluminositat
La distància de lluminositat DL es defineix en termes de la relació entre la magnitud absoluta M i la magnitud aparent m d'un objecte astronòmic.
{\displaystyle M=m-5(\log _{10}{D_{L}}-1)\!\,}
la qual cosa dona:
{\displaystyle D_{L}=10^{{\frac {(m-M)}{5}}+1}}
on DL es mesura en parsecs. Per a objectes propers (com la Via Làctia) la distància de lluminositat dona una bona aproximació a la noció natural de distància en l'espai euclidià. La relació no és tan clara per a objectes distants com quàsars més enllà de la Via Làctia, ja que la magnitud aparent es veu afectada per la curvatura espaitemps, desplaçament cap al roig i la dilatació del temps. Calcular la relació entre la distància de lluminositat i, per exemple, la desplaçament cap al roig d'un objecte requereix tenir tots aquests factors en compte.
Una altra manera d'expressar la distància de lluminositat és a través de la relació flux-lluminositat.
{\displaystyle F={\frac {L}{4\pi D_{L}^{2}}}}
on F és flux {\displaystyle (erg} {\displaystyle sec^{-1}cm^{-2})}, i L és lluminositat {\displaystyle (erg} {\displaystyle sec^{-1})}. I la distància de lluminositat es pot expressar com:
{\displaystyle D_{L}={\sqrt {\frac {L}{4\pi F}}}}